# مانويل غونزاليس (سياسي)
مانويل غونزاليس (بالإسبانية: Manuel González Ramos)‏ (و. 1889 – 1979 م) هو سياسي، ومدرس إسباني، ولد في أ بانيا، كان عضوًا في حزب العمال الاشتراكي الإسباني، توفي في أليكانتي، عن عمر يناهز 90 عاماً.

## مناصب
تولى منصب Member of the Cortes republicanas ‏
.